# Termas de Caracalla
Las termas de Caracalla, o termas Antoninas, fueron las segundas termas más grandes de la ciudad de Roma. El complejo hidráulico fue construido entre los años 212 y 217, durante el reinado de los emperadores Septimio Severo y Caracalla. Continuaron en funcionamiento hasta la guerra gótica en 537, cuando se cortaron los suministros de agua y se abandonaron, y posteriormente la estructura fue destruida en gran medida durante el terremoto de 847. Actualmente, las extensas ruinas de estas termas son una atracción turística importante.
Aunque fueron despojadas de sus esculturas y demás riquezas desde fecha temprana, se conservan aún grandes fragmentos de mosaicos, algunos de ellos correspondientes a la planta superior del edificio, que se desplomó. Varias de las gigantescas bañeras de mármol, esculpidas en un solo bloque, se trasladaron al centro de Roma para usarlas como fuentes. Su escultura más famosa, el grupo llamado Toro Farnesio, se conserva en el Museo Arqueológico de Nápoles. Actualmente, los restos del complejo se encuentran entre el Viale Aventino (avenida Aventino), y el Viale delle Terme di Caracalla (avenida de las Termas de Caracalla). 

## Historia

### Construcción (216-235)
La construcción de las termas fue probablemente iniciada por el emperador Septimio Severo y fueron completadas durante el reinado de su hijo, Caracalla, e inauguradas en el año 216. Estaban ubicadas en la Regio XII, la zona meridional de la ciudad, donde los miembros de la familia Severo promocionaban otras obras, como la via nova que llevaba a las termas y el Septizodium en el cercano monte Palatino. La zona elegida para la edificación de las termas era un enorme jardín conocido como horti Asiniani, desarrollado por Cayo Asinio Polión durante el reinado del emperador Augusto. El grupo escultórico del Toro Farnesio que fue trasladado a las termas de Caracalla había estado situado anteriormente en estos jardines en la época de Polión.
Estos terrenos propiedad de Polión fueron apropiados por Caracalla con el objetivo de construir sus termas. Para ello, las antiguas estructuras fueron demolidas hasta los cimientos, rellenadas con tierra e incorporadas a los cimientos del nuevo complejo. Los restos de una de estas estructuras, una domus, fueron excavados por Francesco Ficoroni a mediados del siglo XVIII y de nuevo entre los años 1860-67 por G.B. Guidi.
La mayoría de los trabajos quedaron concluidos al fallecer Caracalla, empleándose más de 2.000 toneladas de materiales cada día durante seis años. Otros trabajos adicionales continuaron durante los reinados de los emperadores Heliogábalo y Alejandro Severo, siendo completamente terminados en 235. Más tarde fueron remodelados tras un incendio por Aureliano y por Diocleciano, mientras que Constantino el Grande modificó el caldarium.
Un hipocausto cumplía la función de calentar el edificio, un sistema de suelo radiante que funcionaba con la combustión subterránea de carbón y madera que calentaba agua transportada gracias a un acueducto. Las termas eran gratuitas y abiertas al público.

### Tardoantigüedad
Las termas estuvieron completamente operativas en el siglo V cuando se las consideraba una de las siete maravillas de Roma. Olimpiodoro de Tebas menciona una capacidad de 1600 personas al mismo tiempo, por los que diariamente pasarían por los baños entre 6.000 y 8.000 personas.
A mediados del siglo IV un grupo de peregrinos cristianos se hospedaron en la cercana iglesia de San Nereo y Aquileo y las termas fueron útiles para la comunidad cristiana para el suministro de agua. En 537, durante la Guerra Gótica, el monarca de los ostrogodos Vitiges asedió Roma, cortó gran parte del suministro hidráulico de la ciudad y las termas comenzaron a abandonarse, además de encontrarse muy alejadas del núcleo de población de aquella época en la urbe. Durante los siglos VI y VII la zona comenzaron a ser utilizadas como lugar de enterramiento de peregrinos que fallecían tras recibir cuidados en San Nereo y Aquileo, hallándose tumbas humildes dentro del complejo termal.
Los papas Adriano I, Sergio II y Nicolás I realizaron algunas remodelaciones en el acueducto a lo largo del siglo IX. No obstante, el terremoto de 847 destruyó gran parte del edificio, junto con otras estructuras de Roma.

### SiglosXII-XIX
Desde el siglo XII se comenzaron a extraer sillares para la construcción de otros edificios y se reutilizaron piezas decorativas en iglesias y palacio, como la Catedral de Pisa y Santa María en Trastevere.
Durante el siglo XIV, la zona fue utilizada como viñedo y jardines. En el siglo XV, el papa Pío II utilizó sillares de las termas para la construcción de la Logia de la Bendición de la Basílica De San Pedro. En 1524, el papa Clemente VII autorizó una licencia de excavación al cardenal Lorenzo Pucci para extraer una cantidad ilimitada de columnas, mármol, travertino y otras piedras antiguas de las termas de Caracalla para el nuevo palacio del cardenal cerca de la Basílica de San Pedro. A mediados del siglo XVI, el papa Paulo III extrajo materiales para su nueva villa, y todavía existían numerosas decoraciones arquitectónicas, tal y como se evidencia en los dibujos de los arquitectos renacentistas Andrea Palladio, Giovanni Antonio Dosio y Antonio da Sangallo el Viejo.
Las excavaciones de Paulo III entre 1545 y 1547 desvelaron grandes esculturas realizadas en mármol y bronce, así como innumerables fragmentos arquitectónicos, lámparas, entalladuras y camafeos. La cantidad de materiales fue tan extensa que se creó un museo para albergar la colección, conocido como Museo Farnesio (trasladado al Museo Borbónico en el siglo XVIII, actualmente Museo Arqueológico de Nápoles). El Papa concedió acceso al Seminario Romano de los Jesuitas y fue utilizado como recreo para niños. Felipe Neri quizás trajo a niños desde su oratorio a este lugar; se cree que encargó el fresco Madona sujetada por un ángel que aún se conserva en la natatio. Entre los siglos XVI y XVIII se volvió a tener un interés en las ruinas y varios arquitectos relevantes realizaron dibujos de las mismas.

### Excavaciones y restauración
En 1824 se realizaron excavaciones dirigidas por el conde Egidio di Velo, cuyos descubrimientos incluyeron mosaicos de atletas, actualmente en los Museos Vaticanos. Otros trabajos arqueológicos se llevaron a cabo por Luigi Canina en el frigidarium hasta mediados del siglo XIX y más tarde por Battista Guidi entre 1860-67. Los trabajos de restauración entre 1866 y 1869 en la parte central del complejo relevaron un torso de Hércules, columnas de pórfido y capiteles decorados. En 1870 la zona se convirtió en propiedad del Gobierno italiano y Pietro Rosa realizó excavaciones en la palestra oriental. En 1878-79, Giuseppe Fiorelli descubrió mosaicos en el caldarium y en la palestra occidental.
A comienzos del siglo XX las excavaciones se ampliaron hacia las áreas exteriores del complejo y colina abajo, revelando algunos pasadizos subterráneos, incluyendo un mitreo. Las obras continuaron en la zona oriental a finales de la década de 1930, cuando se instaló un escenario de ópera en el caldarium. Excepto algunos bocetos, no se ha conservado ninguna documentación de estas restauraciones.
Los trabajos de restauraciones se retomaron en la década de 1980, cuando se demolieron algunas viviendas ilegales y se eliminó la vegetación densa. Se restauraron el muro meridional con sus cisternas, la biblioteca suroccidental y el salón octogonal, conocido como el templo de Júpiter. Entre 1998 y 1999 se desmanteló el escenario de ópera y se añadieron instalaciones modernas para los visitantes. Las termas de Caracalla reabrieron al público en 2001.
Las termas fueron el único yacimiento arqueológico de Roma que fue dañado por el terremoto de L'Aquila de 2009. Además, sufrieron daños menores por el terremoto de Italia central de agosto de 2016.

## Descripción
Las Termas de Caracalla, como las demás que existían en Roma y en otras ciudades imperiales, eran mucho más que un simple lugar de baño. Accesibles a todos los ciudadanos, las termas encarnaban el ideal de vida de los romanos, su búsqueda del equilibrio entre el cuidado del cuerpo y el ejercicio físico, 

### Estructura

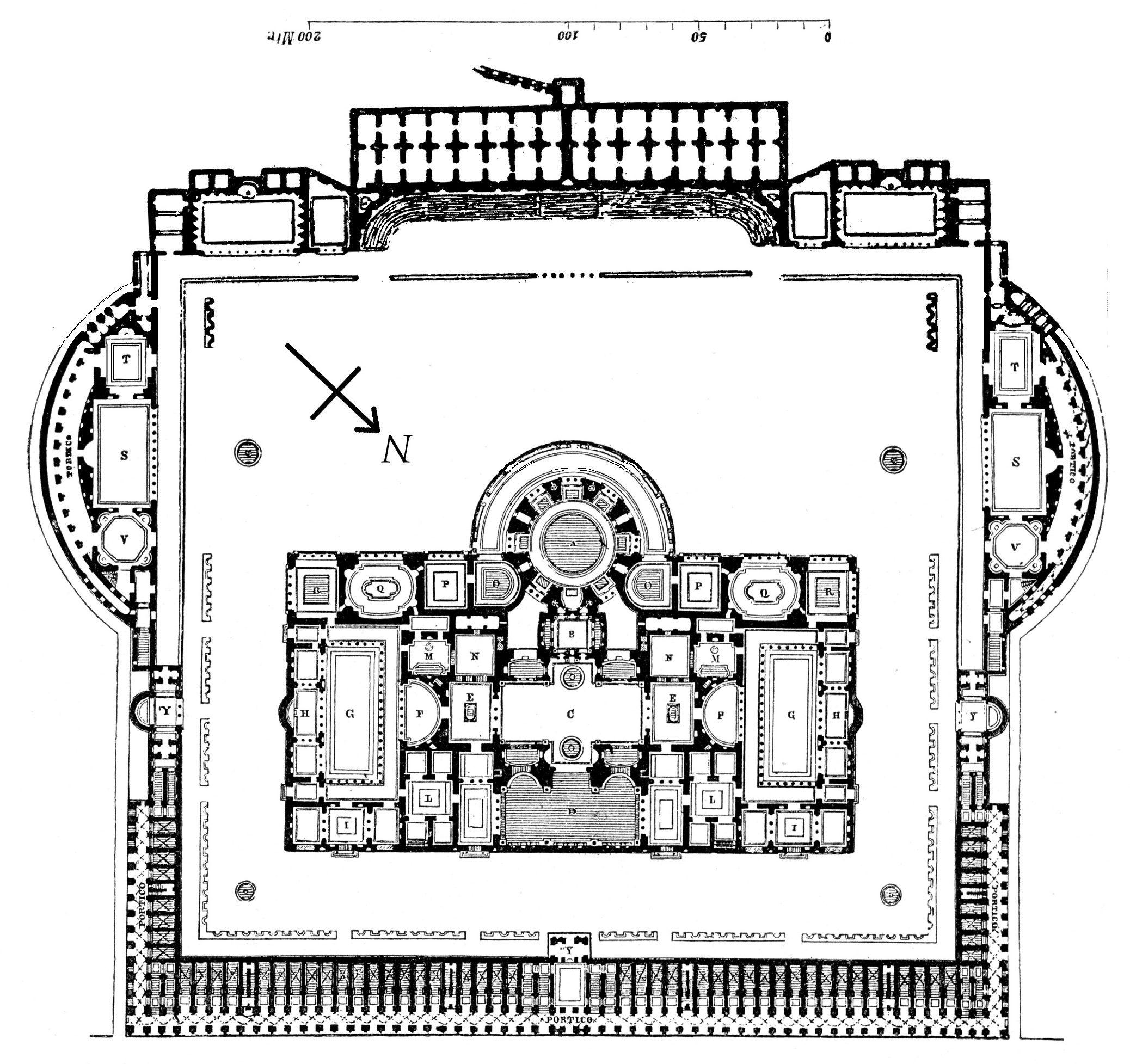
Planta de las Termas de Caracalla.

Las Termas de Caracalla se convirtieron en el complejo de baños más lujoso de toda Roma, y su tamaño sólo fue superado por las Termas de Diocleciano. Sin embargo, sus restos arqueológicos son los más grandes conservados en la actualidad.
Los edificios fueron construidos en un periodo de cinco años aproximadamente, lo que supone un logro de la ingeniería romana, considerando la enormidad del complejo. Las termas contaban con un gran recinto, de más de 400 metros de anchura entre los ábsides, y una estructura central en donde se encontraban las termas propiamente dichas. A su alrededor había un amplio jardín. Para el suministro de agua, se desvió hacia los baños un ramal del acueducto Aqua Marciano para abastecerlo, que recibió el nombre de Aqua Antoniniana Iovia.

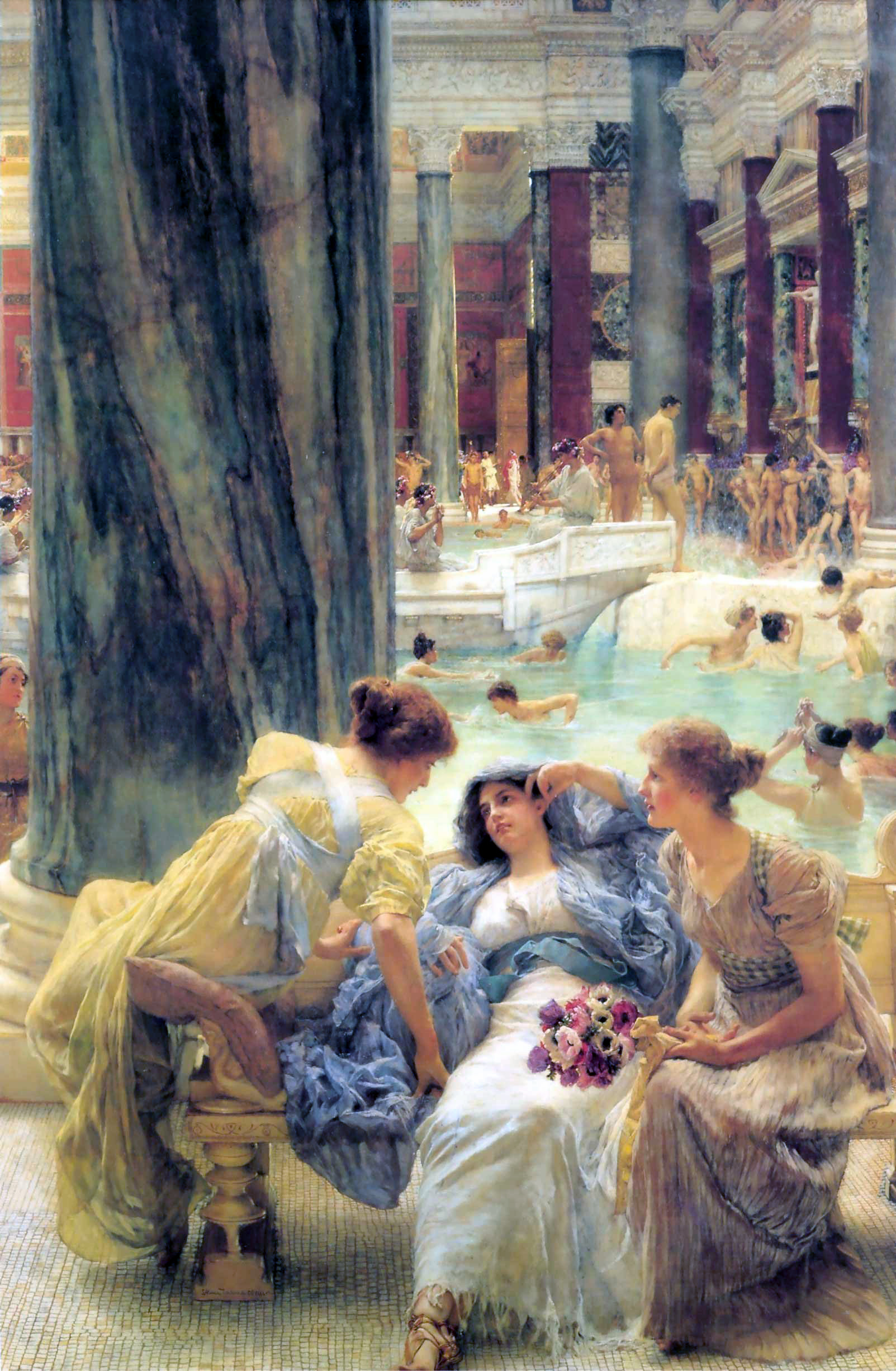
Las Termas de Caracalla, óleo de Lawrence Alma-Tadema (1899).

En el siglo III a. C., en la zona en que serían edificadas después las termas, había un amplio estanque conocido como Piscina Pública. Cuando en el siglo III d. C. los baños se terminaron y se inauguraron, reemplazaron la antigua piscina.

### Parte Norte y Sur
En la parte Norte había un pórtico, precedido por una serie de locales en dos niveles, en los cuales, probablemente, se ubicaban varias tiendas. El pórtico y las habitaciones servían como soporte estructural de la Colina de Celio. En el lado Sur se encontraba el medio estadio, con gradas para los espectadores, que servían para ocultar las grandes cisternas que había detrás de ellas. Estas cisternas podían contener un total de 80.000 metros cúbicos de agua. Situadas simétricamente, había dos grandes estancias más, que seguramente sirvieron como bibliotecas.

### Lado Este y Oeste
En los lados Este y Oeste se construyeron dos grandes exedras laterales y simétricas. En el espacio central había un ábside precedido por una columnata, con pequeños locales a cada lado, uno de los cuales tenía forma octogonal y estaba cubierto por una cúpula.

### Área central del complejo

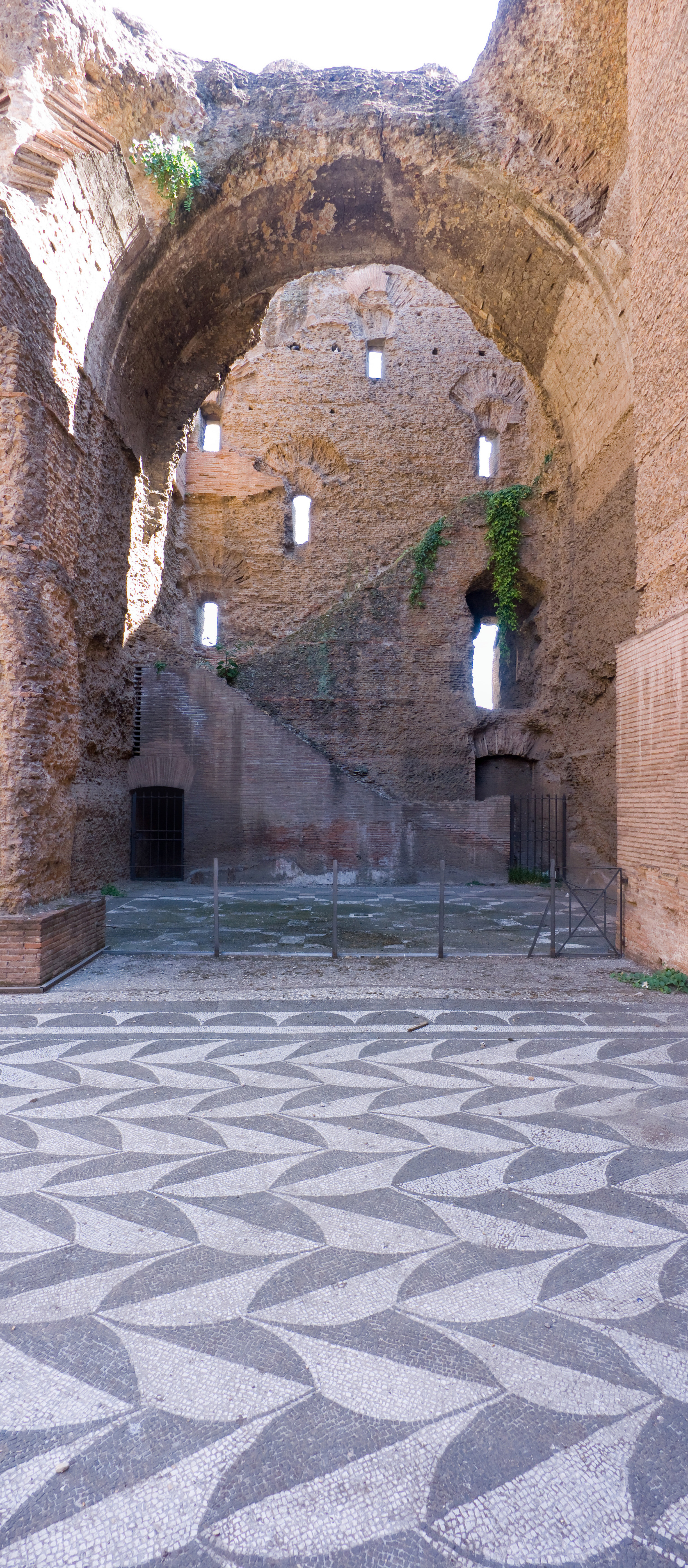
Escaleras y mosaicos.

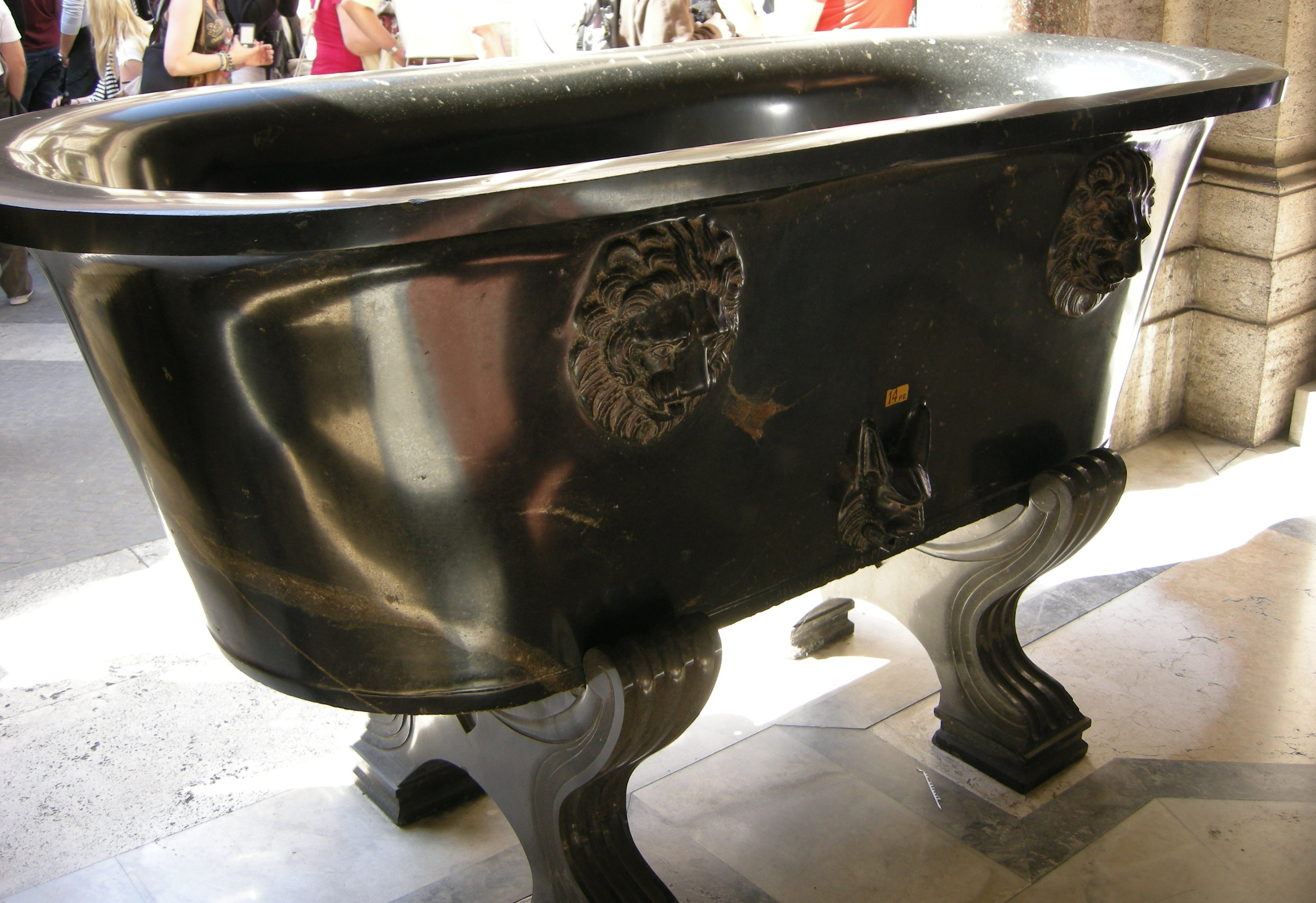
Tina en granito negro de las Termas de Caracalla.

Las habitaciones de las termas se diseñaron simétricamente en torno al eje central de los baños, siguiendo el modelo habitual de la Roma imperial. A ambos lados había dos entradas que llevaban a los vestuarios o apodyteria, con un corredor central que conducía a dos habitaciones a cada lado con bóvedas de cañón. Al igual que el resto del complejo, el suelo estaba decorado con mosaicos. Desde los vestuarios se podía acceder a la palestra (gimnasio), para practicar ejercicios físicos, a cubierto o al aire libre. Los usuarios hacían ejercicios gimnásticos o practicaban la lucha cuerpo a cuerpo, y mano a mano. La zona era un amplio patio sin cubierta, rodeado en tres lados por pórticos, con techo abovedado y suelos de mosaico de espiga. En el otro lado había un amplio semicírculo. Los mosaicos del suelo, del que han sobrevivido grandes fragmentos, en su momento fueron excepcionalmente bellos y de vívidos colores. Al finalizar los ejercicios físicos, los romanos podían dirigirse a las termas, usadas conjuntamente por ambos sexos.
El caldarium tenía una enorme sala circular cubierta por una cúpula, de la que se conservan varios pilares de sujeción. La habitación fue diseñada y situada dentro del complejo para recibir la luz del sol a lo largo del día mediante unas grandes ventanas. Sus paredes eran calentadas a través de tubos huecos de terracota. Desde el caldarium se pasaba al tepidarium, en donde originalmente se encontraban dos grandes bañeras a ambos lados. En el centro del edificio estaba ubicada la basílica, cubierta por tres grandes bóvedas de crucería, soportadas por unos imponentes pilares. La natatio era la última estancia a la que se podía acceder. Se trataba de una gran piscina descubierta; hoy sería considerada como una piscina olímpica, que tenía uno de sus muros frente al de la fachada exterior, decorada de nichos con estatuas.

### Decoración
Tan importante como el diseño fue la decoración. Además de los ricos y vívidos mosaicos del suelo, los baños fueron decorados con valiosas obras de arte, como por ejemplo el Hércules Farnesio o el Toro Farnesio, ambos ahora en el Museo Arqueológico de Nápoles. Los mosaicos no tenían siempre el mismo diseño, en algunas áreas representaban escenas, y en otras había suelos con motivos geométricos.
|                     |                                |                    |
| Imagen con teselas. | Suelo de mosaicos geométricos. | Mosaico de un toro |

### Los hornos
Las Termas de Caracalla eran un gran complejo de baños de agua caliente. El problema del abastecimiento fue fácilmente resuelto, pero calentar el agua fue un problema más complejo. La solución consistió en un horno interior y otro exterior, en el cual se encontrarían los esclavos avivando las llamas. En función de la habitación a la que estuviera destinada, las aguas se calentaban a una temperatura o a otra. Para mejorar la difusión del calor, se construyó el sistema del hipocausto, bastante práctico y eficaz.

## Repercusiones en el mundo moderno
A principios del siglo XX, el diseño de estas termas se utilizó como inspiración para el diseño de la Estación de trenes Pensilvania en Nueva York, diseñada por el arquitecto Charles Follen McKim. El edificio de la Asamblea Nacional de Bangladés en Daca también se inspira en las termas de Caracalla.
Asimismo, se han realizado diferentes tipos de eventos culturales, como competencias de gimnasia en los Juegos Olímpicos de Roma 1960 y el concierto de Los Tres Tenores durante la clausura de la Copa Mundial de Fútbol de 1990. Las ruinas sirven de fondo para la temporada de ópera del Teatro de la Ópera de Roma cada verano.